# Огайо (округ, Кентукки)
Ога́йо (англ. Ohio County) — округ в США, штате Кентукки. Официально образован в 1798 году. По состоянию на 2010 год численность населения составляла 23 842 человек. Получил своё название по наименованию реки Огайо.

## География
По данным Бюро переписи США, общая площадь округа равняется 1545,5 км², из которых 1537,9 км² суша и 7,6 км² или 0,49 % это водоёмы.

## Население
По данным переписи населения 2000 года в округе проживает 22 916 жителей в составе 8 899 домашних хозяйств и 6 585 семей. Плотность населения составляет 0,00 человек на км2. На территории округа насчитывается 9 909 жилых строений, при плотности застройки около 0,00-ти строений на км2. Расовый состав населения: белые — 97,71 %, афроамериканцы — 0,75 %, коренные американцы (индейцы) — 0,19 %, азиаты — 0,20 %, гавайцы — 0,03 %, представители других рас — 0,45 %, представители двух или более рас — 0,67 %. Испаноязычные составляли 1,01 % населения независимо от расы.
В составе 33,00 % из общего числа домашних хозяйств проживают дети в возрасте до 18 лет, 61,20 % домашних хозяйств представляют собой супружеские пары проживающие вместе, 9,20 % домашних хозяйств представляют собой одиноких женщин без супруга, 26,00 % домашних хозяйств не имеют отношения к семьям, 23,20 % домашних хозяйств состоят из одного человека, 11,10 % домашних хозяйств состоят из престарелых (65 лет и старше), проживающих в одиночестве. Средний размер домашнего хозяйства составляет 2,54 человека, и средний размер семьи 2,98 человека.
Возрастной состав округа: 24,90 % моложе 18 лет, 8,60 % от 18 до 24, 27,50 % от 25 до 44, 24,60 % от 45 до 64 и 24,60 % от 65 и старше. Средний возраст жителя округа 38 лет. На каждые 100 женщин приходится 96,60 мужчин. На каждые 100 женщин старше 18 лет приходится 94,20 мужчин.
Средний доход на домохозяйство в округе составлял 29 557 USD, на семью — 34 970 USD. Среднестатистический заработок мужчины был 29 778 USD против 19 233 USD для женщины. Доход на душу населения составлял 15 317 USD. Около 13,90 % семей и 17,30 % общего населения находились ниже черты бедности, в том числе — 21,90 % молодёжи (тех, кому ещё не исполнилось 18 лет) и 15,70 % тех, кому было уже больше 65 лет.